# Phaeochrous dispar
Phaeochrous dispar är en skalbaggsart som beskrevs av Max Quedenfeldt 1884. Phaeochrous dispar ingår i släktet Phaeochrous och familjen Hybosoridae. Utöver nominatformen finns också underarten P. d. lujai.